# Ron Boots
Ron Boots (Eindhoven, 13 oktober 1962), is een Nederlandse muzikant die new age en elektronische muziek maakt. Hij heeft invloeden onder andere van Tangerine Dream en Steve Roach. Hij is beïnvloed door de boeken van Stephen King en Tolkien. 

## Biografie
Ron Boots begon al in 1985 te experimenteren met sequencers. Hij gebruikte de Yamaha CS10 synthesizer en de resultaten zijn te horen op cassettes zoals Linear Waves (1987), Dreamweaver (1987) en Moments (1988). In 1988 begon hij de samenwerking met Bas Broekhuis onder de naam Project Two Point One. Verder werkte hij ook samen met de Britse muzikant John Kerr in 1990. Boots brengt zijn eerste eigen solo-cd uit in 1990, genaamd Dreamscape. De invloed van Steve Roach is met name te horen op zijn cd's Dreamscape (1990) en Ghost of a Mist (1991). Zijn meest populaire albums volgden in 1993 en 1994: Different Stories and Twisted Tales en Detachment of Worldly Affairs. Deze albums zijn ritmisch en horen bij het ambient-genre. Hiermee brak Ron Boots door in de hoek van de elektronische muziek. Het album Cutting Branches (1995) laat goed de twee kanten van Ron Boots zien: enerzijds de zoete, meditatieve en relaxte muziek en anderzijds de ritmische, hypnotische kant. Daarna volgde Screaming Whispers (1996) een prototype voor de volgende albums met als opvallende barok-achtig album: Tainted Bare Skin (1998). Daarna experimenteerde Ron Boots met bijvoorbeeld zijn album: Too Many Secrets (1997). Geïnspireerd door de televisieserie The X-Files volgde de "truth" tetralogie die bestaat uit Out there lies the Truth (1996), The Truth is Twisted (1996), Truth or Dare (1997) en Four the Truth (1998). De volgende albums waaronder Close But Not Touching (2000), Liquid Structures In Solid Form (2002) en Area Movement (2003) volgden met het gebruikelijke Ron Boots motief. In 2006 werkte Boots mee aan het album The Tale of the Warlock van Gert Emmens om het produktieklaar te maken. In 2008 kwam het album See Beyond Times And Look Beyond Words uit, waarop Paul Ellis en Martijn Ruissen meewerkten als componist. Gert Emmens verzorgde de solo's van het nummer The Hour of the Wolf van dit album. Tevens spelen Harold vd Heijden, Henri Peeters, Paul Ellis, Martijn Ruissen en Frank van Bogaert mee op enkele nummers. In 2008 brengt Ron Boots weer een gevarieerd soloalbum via Groove Unlimited onder de naam Mea Culpa uit, waar wederom Harold van der Heijden op drums en Michel van Osenbruggen (bijnaam Synth.nl) op effectapparatuur meespelen.
In 2010 verscheen hij met een album onder de groepsnaam Morpheusz. In 2011 kwamen de albums La Caída de Hormigón en Ante Oculos uit. Begin 2012 werd Ron Boots genomineerd voor de Schallwelle Preis (Deutscher preis für elektronische musik) als beste internationale artiest. Op 29 mei 2012 gaf Ron Boots samen met REMY & Friends een concert in de Grote of St.Bavokerk in Haarlem genaamd The Return of Planet X. Het concert was een combinatie van elektronische en klassieke muziek.

## Groove Unlimited
In 1995 begon een langdurige samenwerking met Kees Aerts. Hun samenwerking ging zover dat ze het platenlabel Groove Unlimited oprichtten en elektronische muziek distribueerden. In juni 2011 verliet Aerts Groove Unlimited en zette Boots het bedrijf alleen voort.

## Discografie

### Cassettes
- 1987 - Dreamweaver
- 1987 - Linear Waves
- 1987 - New Dream
- 1987 - Wind in the Trees
- 1988 - Moments
- 1989 - Bookworks
- 1989 - Hydrythmix met Bas Broekhuis

### Single
- 1998 - E-live '98: gastmuzikanten: Kees Aerts, Harold van der Heijden, artiestennaam BAH!
- 2008 - Through Hills to Find

### Albums
- 1989 - Electronische Muziek 1989 (KLEM)
- 1990 - Dreamscape (remaster 2002)
- 1990 - Offshore islands met gastmuzikant John Kerr
- 1991 - Ghost of a mist (remaster 2002)
- 1993 - By Popular Demand: gastmuzikant: Eric van der Heijden, Gerard Vos
- 1993 - Different stories and twisted tales (remaster 2004)
- 1993 - Backgrounds
- 1994 - Detachment Of Wordly Affairs
- 1994 - Too Many Secrets
- 1995 - Cutting Branches
- 1995 - Schloss Burg: gastmuzikanten: Eric van der Heijden, Peter Nica, Toni van der Heijden, Volker Rapp en Winfrid Trenkler
- 1996 - Hydrythmix (cassette 1989): gastmuzikant Bas Broekhuis
- 1996 - Out There Lies the Truth
- 1996 - Schwingungen Auf CD Vol. 16
- 1996 - Screaming Whispers
- 1996 - The Truth Is Twisted
- 1996 - Planets of the Universe (dubbel-cd)
- 1997 - Current
- 1997 - Of Desolate Places and Urban Jungles
- 1997 - Phase 3
- 1997 - Too Many Secrets
- 1997 - Truth or Dare
- 1998 - Bah! Live in Sweden (live) met Kees Aerts en Harold van der Heijden
- 1998 - Offshore Islands (heruitgave 1990): gastmuzikant John Kerr
- 1998 - Tainted bare skin
- 1998 - The Other World (dubbel-cd)
- 1999 - Joie De Vivre (live 1993-1999): met Kees Aerts, Eric van der Heijden, Harold van der Heijden en Harold Teunissen
- 2000 - Close, But Not Touching
- 2000 - E-live 2000 (live): gastmuzikanten: Kees Aerts, Eric van der Heijden, Harold van der Heijden
- 2000 - Odds & Ends
- 2002 - Across The Silver River: gastmuzikant: Rudy Adrian
- 2002 - Liquid Structures in Solid Form: gastmuzikant: Harold van der Heijden
- 2002 - Livelines (live, Duitsland): gastmuzikanten: Kees Aerts, Harold van der Heijden
- 2003 - Area Movement
- 2005 - Fanta Magic 2005
- 2006 - Acoustic Shadows
- 2008 - See beyond Times, Look beyond Words
- 2008 - Mea Culpa
- 2009 - The Boundary Tales
- 2009 - Beyond the Boundaries of Twilight
- 2009 - Derby!: gastmusici Harold van der Heijden, Frank Dorittke
- 2011 - La caída de hormigón
- 2011 - From the forgotten rooms of a lonely house
- 2011 - Ante Oculos: gastmusici James O'Callaghan en Frank Dorittke
- 2012 - Signs in the sand (livealbum)
- 2014 - Autumn moon (als Derelict Thoughts)
- 2015 - Standing in the rain
- 2015 - Awakening at Booth's Palace
- 2015 - Juxtaposition met John Kerr
- 2015 - Juxtaposition: The Bochum bonus met John Kerr
- 2016 - Juxtaposition live! met John Kerr
- 2017 - Seven days
- 2017 - An evening with friends
- 2018 - The substitutes
- 2018 - Once the dust settles
- 2020 - When it gets dark
  - registratie van Web-concert op 28 november 2020; gehouden vanuit Byss van Bas Broekhuis vanwege coronapandemie; daarna nog aanvullende opnamen, tracks: 1; 7:08 (28:51), 2: 36:55 (22:43) en 3: 59:59 (28:00)
- 2020 - Borkhavn (samenwerking met synth.nl)
- 2021 - A night at Blackrock Station (samenwerking met Gert Emmens)

### Compilaties
- 1998 - Four The Truth: Alien Bug Hunt, Acknowledged Contact, Gross Misconduct, Bare Score met Volker Rapp, Eric van der Heijden, Vidna Obmana en Ian Boddy
- 1999 - Schwingungen Auf CD Vol. 51: Aftermath
- 1999 - Soundscape Gallery Volume 3: Sleepless Motions
- 2000 - A Groove Selection: Twisted Tales
- 2000 - Schwingungen Auf CD Vol. 63: April Breeze, The Running, The Mystery, Raining Bells, Spring Birds, Summerwind, Only with you, Khazed Dum en The Seeding
- 2000 - Schwingungen Auf CD Vol. 67: Close, But Not Touching, Save It For A Rainy Day en Well! So What?
- 2000 - The 80's Box (6 cd's): oude cassettes
- 2000 - World Wide Kind (Japans): World Wide Kind met Kees Aerts
- 2002 - Moogazyn: Take Off
- 2002 - Sequences #27: Sequences Piece samen met Kees Aerts
- 2004 - E-dition#1: Sequencekraut met Robert Schroeder en Harold van der Heijden
- 2010 - Dutch masters, Tuin der lusten
- 2018 - Cosmic nights 2018; track Flowmotion
- 2018 - E-Scape 2018, tracks Cries in the mist en Thunder Road; verder opnamen van Code Indigo, Frank Dorittke, Volt, Concept Devices, Gazz Collins en Code Indigo met Klaus Hoffmann-Hoock; het album is opgedragen aan die laatste aka Cosmic Hoffmann, overleden oktober 2017